# ألفونس دس روي
ألفونس دس روي (بالإنجليزية: Alphonse Roy)‏ هو سياسي أمريكي، ولد في 26 أكتوبر 1897 في كندا، وتوفي في 5 أكتوبر 1967 في مانشستر في الولايات المتحدة. حزبياً، نشط في الحزب الديمقراطي. وقد انتخب عضو مجلس النواب الأمريكي.